# مقاومة كهربائية
المقاومة الكهربائية هي خاصية فيزيائية تتميز بها الموصلات المعدنية في الدوائر الكهربائية. تعرف على أنها قابلية المواد لمقاومة مرور التيار الكهربائي فيها.
وهي إعاقة المادة لمرور التيار الكهربائي (الإلكترونات) خلالها. وتحدث الإعاقة في المادة سواء أكانت من الموصلات (كالفلزات) أو غير الموصلات ولكن بدرجات مختلفة. يلزم للألكترونات التغلب على هذه المقاومة للوصول إلى تعادل في الشحنة. وحدة المقاومة هي الأوم.

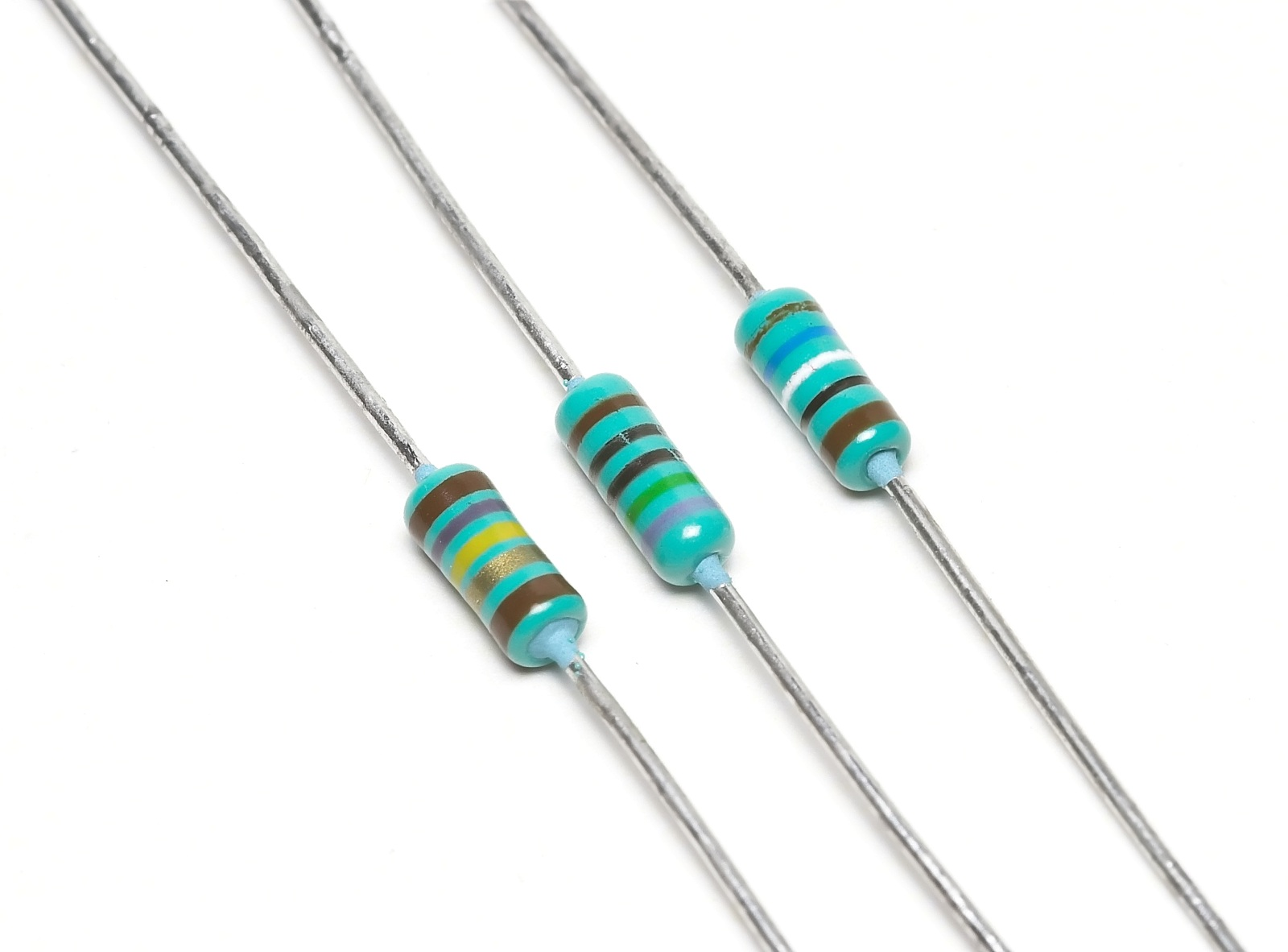
ثلاثة مقاومات مختلفة، يعين لون الحلقات المرسومة عليها مقدار المقاومة بالأوم.

يرمز لها بالحرف اللاتيني R، تعطى قيمتها بالأوم (Ω). ترتبط هذه الخاصية بمفهومي المقاومية والتوصيل الكهربائيين.
- تبين الصورة ثلاثة مقاومات مختلفة: ويعين لون الحلقات المرسومة على المقاومة مقدار المقاومة بالأوم، حيث يعطي كل لون قيمة معينة للمقاومة.

عند مرور تيار كهربائي في موصل ذو مقطع متجانس، وفي درجة حرارة معينة، يمكن لنا قياس مقاومته الكهربائية بدلالة نوع المادة التي صنع منها وبمعرفة أبعاده:
{\displaystyle R=\rho {\frac {l}{s}}={\frac {l}{\gamma .s}}\,}
- {\displaystyle \rho \,} هي المقاومية أو (المقاومة النوعية) وتعطى بالأوم.متر (Ω.m).
- {\displaystyle l\,} طول الناقل (السلك) ويعطى بالمتر.
- {\displaystyle s\,} مساحة المقطع العرضي وتعطى بالمتر المربع.
- {\displaystyle \gamma \,} الموصلية الكهربائية التي هي مقلوب المقاومية، وتعطى بمقلوب الأوم.متر Ω.m)−1).

ينتج عن مرور التيار الكهربائي في موصل معدني (أو مقاومة) انبعاث الحرارة، وتسمى هذه الظاهرة تأثير جول. يتم في بعض الأحيان التحكم في مقدار هذا التدفق (أجهزة التدفئة)، إلا أن في حالات أخرى تتبدد هذه الطاقة وتنتج عنها تأثيرات غير مرغوبة فنضطر لتبريد الجهاز.
تعطى الطاقة الحرارية التي تنتج بفعل تأثير جول بالمعادلة التالية:
{\displaystyle P={R\cdot I^{2}}}.
- P: الطاقة الناتجة عن تأثير جول.
- I: شدة التيار المار في الموصل وتعطى بالأمبير.
- R: مقاومة  الموصل وتعطى بالأوم.

راجع مقاومة كهربائية (ثنائي أقطاب).
يمكن الحصول على وحدة المقاومة باستخدام مسار معين للتيار، حيث تنتج مقاومة قدرها أوم واحد إذا سرى تيار كهربائي خلال عمود من الزئبق بمساحة مقطع مستقطع تساوي 1 ملم2 وطوله 1,063 متر.

## المقاومة وشدة التيار
تسمى المقاومة مقاومة أوميّة (من كلمة أوم) عندما تكون مثالية بمعنى أن لا تتغير قيمتها بتغير الجهد الكهربائي ولا بتغير شدة التيار أو بتغير تردد التيار (في حالة التيار المتردد). وينطبق قانون أوم على مثل هذه المقاومة المثالية في جميع قيم الجهد أو شدة التيار.
فإذا رسمنا الجهد U مع تغير شدة التيار I في رسم بياني لتوضيح العلاقة بينهما وجدنا أن شدة التيار تتناسب طرديا مع زيادة الجهد، وعندما يكون الجهد مساويا للصفر يصبح التيار أيضا مساويا للصفر. يربط قانون أوم العلاقة بين شدة التيار والمقاومة والجهد الكهربائي:
{\displaystyle R={\frac {U}{I}}={\text{const.}}\ ;\quad U=R\cdot I\ ;\quad I={\frac {U}{R}}}
وعندما يمر تيار كهربائي في مقاومة ينخفض الجهد بقدر ما يمر بالمقاومة، وتنتج قدرة كهربائية طبقا للمعادلة:
{\displaystyle P=U\cdot I={\frac {U^{2}}{R}}=I^{2}\cdot R}
وهي تتحول إلى قدرة حرارية، فتسخن المقاومة.

## حساب مقاومة موصل كهربائي
يمكن حساب المقاومة الأومية لجسم منتظم بمعرفة مقاييسه (طول، عرض، ارتفاع) و مقاومته النوعية ρ. تعتمد المقاومة النوعية ρ على نوع المادة (نحاس، حديد، تنجستن، فضة...إلخ).
وفي حالة مرور التيار (طوليا) في موصل طوله l ومساحة مقطعه A تنطبق المعادلة:
{\displaystyle R=\rho \cdot {\frac {l}{A}}}
وإذا كان مقطع A الموصل دائريا فيمكن حسابه من القطر d طبقا للمعادلة:
{\displaystyle A=d^{2}\cdot {\frac {\pi }{4}}=r^{2}\cdot \pi }
تختلف المقاومة النوعية بنوع المادة، وهي تعتمد عادة على درجة الحرارة، ووجود شوائب في المادة.

## المقاومة النوعية لبعض المواد
| المادة    | ρ20 بوحدة Ω·mm²)/m) | α20 بوحدة 1/كلفن |
| --------- | ------------------- | ---------------- |
| الفضة     | 16,5 × 10−3         | 3,8 × 10−3       |
| النحاس    | 17,8 × 10−3         | 3,9 × 10−3       |
| السيليكون | 2,3 × 109           | −75 × 10−3       |

- في هذه القائمة α20 هو المعامل الحراري عند درجة 20 مئوية.

## تأثير درجة الحرارة
تتغير المقاومة النوعية لمادة بتغير درجة الحرارة، لهذا تعطي القائمة أعلاه قيمة المقاومة الكهربائية للمواد عند درجة حرارة 20 درجة مئوية، كما تعطي «المعامل الحراري» الذي يمكن بواسطة حساب المقاومة عند درجة حرارة أخرى. فإذا بدأنا من المعادلة:
{\displaystyle R_{20}=\rho _{20}\cdot {\frac {l}{A}}\ ,}
وأردنا حساب المقاومة (R(t عند درجة حرارة t وكان «المعامل الحراري»  α معروفا، فيمكننا استخدام المعادلة:
{\displaystyle R(t)=R(t_{0})(1+\alpha _{t_{0}}\cdot (t-t_{0}))}
حيث:
{\displaystyle t_{0}=20\,^{\circ }\mathrm {C} \ .}
تكفي تلك العلاقة الخطية لحساب تغير المقاومة بتغير درجة الحرارة في حدود صغيرة لتغير درجة الحرارة، وإلا لزم إكمال تلك المعادلة ببعض الأعضاء الأخرى.
وبحسب مادة المقاومة قد تتزايد المقاومة بارتفاع درجة الحرارة فتسمى تلك المقاومة «موصل بارد» PTC وهو النوع الغالب، كما توجد مواد تقل مقاومتها بارتفاع درجة الحرارة وتسمى هذه «موصل ساخن» NTC ويكون المعامل الحراري لها سالب الإشارة.
تستغل خاصية اعتماد المقاومة على درجة الحرارة في تقنية القياس وفي تقنية الضبط، مثل في الترمومتر وفي ثرموستات وفي مفاتيح تحديد التيار.
وقد ابتكرت سبائك تحافظ على ثبات مقاومتها رغم تغير درجة الحرارة في حدود واسعة مثلما في حالة مقاومة قياس.

## توصيل المقاومات
نوصل مقاومتين أو أكثر ببعضهم بطريقتين: توصيل على التوالي، وتوصيل على التوازي:

### توصيل على التوالي (على التسلسل)
عندما نوصل عدد {\displaystyle n} من المقاومات تكون المقاومة الكلية مساوية لمجموع المقاومات: بعبارة أخرى يمكن القول ان قيمة المقاومة المكافئة لمجموع مقاومات على التسلسل هو حاصل مجموع تلك المقاومات
{\displaystyle R_{\rm {ges}}=\sum _{k=1}^{n}R_{k}=R_{1}+R_{2}+\cdots +R_{n}}

### توصيل على التوازي
في التوصيل على التوازي يكون مقلوب المقاومة الكلية مساويا لمجموع مقلوبات المقاومات:
{\displaystyle {1 \over R_{\rm {ges}}}=\sum _{k=1}^{n}{1 \over R_{k}}={1 \over R_{1}}+{1 \over R_{2}}+\cdots +{1 \over R_{n}}}
وفي حالة مقاومتان موصولتان على التوازي:
{\displaystyle R_{\rm {ges}}={\frac {R_{1}\cdot R_{2}}{R_{1}+R_{2}}}}
والمعادلة التي تعطي المواصلة الكلية:
{\displaystyle G_{\rm {ges}}=G_{1}+G_{2}+\cdots +G_{n}}
حيث المواصلة:
{\displaystyle G={\frac {1}{R}}}
ووحدة المواصلة هي مقلوب الأوم أو سيمنز (وحدة).
ويمكن التوضيح بتوصيل مقاومتين مختلفتين المقطعين {\displaystyle A} توصيلا على التوازي:
في حالة مقاومتين {\displaystyle A_{1}+A_{2}}, تصبح المعادلة:
{\displaystyle R=\rho \cdot {l \over {A_{1}+A_{2}}}}
أو:
{\displaystyle {1 \over R}={{A_{1}+A_{2}} \over {\rho \cdot l}}={{A_{1}} \over {\rho \cdot l}}+{{A_{2}} \over {\rho \cdot l}}={1 \over R_{1}}+{1 \over R_{2}}}

## مقاومة التيار المتردد

### مقدمة
في حالة مقاومة أومية خطية (من كلمة أوم) R يكون الجهد والتيار الكهربائي في نفس الطور. أما إذا حدث انزياحا للطور وتغير للمقاومة بسبب الاعتماد على التردد، فيظهر جزء للمقاومة X يعمل على معاوقة تغيرات الجهد وتغيرات التيار. أي يضيف إلى المقاومة جزءا يسمى فاعلية X.
{\displaystyle {\underline {Z}}=R+\mathrm {j} X}
و تتكون المقاومة الكلية من جزء حقيقي وهو R وجزء تخيلي jX ، حيث: (j 2 = -1).
وفي حسابات التيار المتردد التي تستخدم حساب الأعداد المركبة تستعين بالمعادلة:
{\displaystyle {\underline {Z}}=Z\cdot \mathrm {e} ^{\mathrm {j} \varphi _{z}}}
لتعريف المقاومة المركبة أو معاوقة {\displaystyle \scriptstyle {\underline {Z}}}، وتسمى {\displaystyle \scriptstyle {\varphi _{z}}} زاوية انزياح الطور.

### حسابات المقاومة المركبة
المقاومة المركبة من خواص الدوائر الكهربائية التي تتكون من مكثف ومقاومة أو ملف ومقاومة أو رنان ملف ومكثف وغيرها، حيث تعمل تلك الدوائر ب تيار متردد.
إذا كانت تغير كلا من الجهد{\displaystyle \scriptstyle {u(t)}} والتيار {\displaystyle \scriptstyle {i(t)}} تغيرا في هيئة موجة جيبية ذات تردد {\displaystyle \scriptstyle f} وبالتالي ذو تردد زاوي {\displaystyle \scriptstyle {\omega =2\pi f}}، فيمكننا أن نرمز لهما في الحالة المركبة بالرمزين: {\displaystyle \scriptstyle {{\underline {u}}(\omega t)}} و {\displaystyle \scriptstyle {{\underline {i\,}}(\omega t)}} ونحصل على:
{\displaystyle {\underline {Z}}={\frac {\underline {u}}{\underline {i}}}={\frac {{\hat {u}}\cdot \mathrm {e} ^{\mathrm {j} (\omega t+\varphi _{u})}}{{\hat {\imath }}\cdot \mathrm {e} ^{\mathrm {j} (\omega t+\varphi _{i})}}}=Z\cdot \mathrm {e} ^{\mathrm {j} (\varphi _{u}-\varphi _{i})}=Z\cdot (\cos \varphi _{z}+\mathrm {j} \sin \varphi _{z})}
حيث:
{\displaystyle \varphi _{u}-\varphi _{i}\!\,=\varphi _{z}\ .}
هو الفرق بين طور الجهد وطور التيار الكهربائي.
```

المعاوقة كمتجه لعدد مركب.

ويمكننا كتابة جزء المقاومة الحقيقي وجزء المقاومة التخليلية كالآتي:
```

{\displaystyle \operatorname {Re} ({\underline {Z}})=Z\cdot \cos(\varphi _{z})=R} (مقاومة حقيقية Real)
{\displaystyle \operatorname {Im} ({\underline {Z}})=Z\cdot \sin(\varphi _{z})=X} (مقاومة تخيلية Imaginary)
وتنشأ المقاومة الظاهرية:
{\displaystyle Z=|{\underline {Z}}|={\frac {|{\underline {u}}|}{|{\underline {i}}|}}={\frac {\hat {u}}{\hat {\imath }}}={\frac {u_{\text{eff}}}{i_{\text{eff}}}}}
أو:{\displaystyle Z={\sqrt {R^{2}+X^{2}}}}

أربعة أنواع من المعاوقات
يسار: توصيل على التوازي
يمين :التوصيل على التوالي

وبالنسبة إلى زاوية انزياح الطورين بين {\displaystyle {\underline {u}}} و {\displaystyle {\underline {i\,}}}:
{\displaystyle \varphi _{z}=\arctan \left({\frac {X}{R}}\right)\ .}
وتسمى:
{\displaystyle X=X_{C}\ } = فعالية مكثفية
أو:{\displaystyle X=X_{L}\ } = فعالية محاثة.
كما ينطبق:
{\displaystyle X_{L}\geq 0} و {\displaystyle X_{C}\leq 0\ .}..

## مقاومة تفاضلية
المقاومة التفاضلية نوعان إما مقاومة تتزايد مقاومتها بارتفاع درجة الحرارة حيث يكون لها معامل حراري موجب، أو تتناقص مقاومتها بارتفاع درجة الحرارة حيث لها معامل حراري سالب، وقد توجد الصفتين في مقاومة واحدة حيث يكون معامالها الحراري موجبا في نطاق من درجة الحرارة ويصبح سالبا في نطاق آخر من درجة الحرارة، وهذا النوع نجده في الديود.
يتميز مخطط المواصفات للديود مثلا بتغيرات طفيفة للتيار مرافقة لكل تغير طفيف للجهد ومقسومهما يسمى «مقاومة تفاضلية»:
{\displaystyle r={\frac {\mathrm {d} \,u}{\mathrm {d} i}}}
وفي مخطط مواصفات المقاومة الذي يبين منحنى تغير التيار بتغير الجهد الواقع على المقاومة يعطينا ميل المماس للمنحنى عند أي نقطة عليه مقدار المقاومة عند تلك النقطة.

### مقاومة تفاضلية سالبة
{الدُيٍـودٍ}

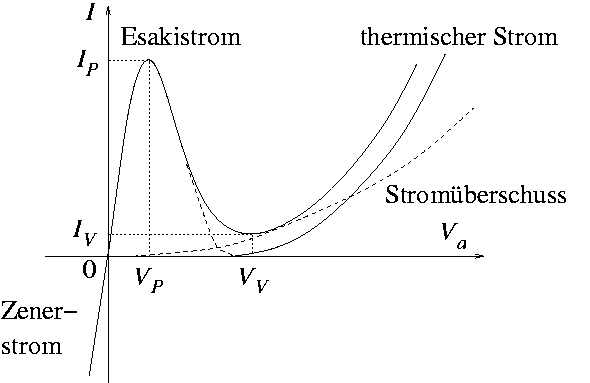
مخطط مواصفات الديود.

قد تكون المقاومة التفاضلية سالبة الإشارة في حيز معين من درجة الحرارة بحيث ينخفض التيار بارتفاع الجهد أو بالعكس حيث يتزايد التيار بانخفاض الجهد. في الرسم البياني المرافق تحدث تلك الظاهرة في النطاقVP < V < VV.
ويمكن استغلال المقاومة التفاضلية السالبة لتهدئة اهتزاز دائرة رنين أو لإنتاج قلاب (إلكترونيات) مثلما في أوسيلاتور. وتظهر المقاومة التفاضلية السالبة في التفريغ الغازي أو في الديود أو في بعض الدارات الكهربية الخاصة بتوزيع الشبكة الكهربائية.

### مقاومة تفاضلية موجبة
يتزايد التيار الكهربائي بتزايد الجهد في المقاومة التفاضلية الموجبة positive differential Resisistance . توجد في جميع المقاومات العملية نطاق واسع للجهد تكون يتناسب فيه التيار مع الجهد تناسبا طرديا. ومعظم المقاومات المستخدمة عمليا هي من نوع المقاومة التفاضلية الموجبة.
ومن امثلتها: المقاومات العملية، والديود وديود زينر، وجميع السيراميكيات من أشباه الموصلات.

## توصيل فائق
اكتشف في أوائل القرن العشرين خاصية غريبة لبعض المواد، وتتميز تلك المواد باختفاء مقاومتها الكهربائية تحت درجة حرارة معينة وكانت تلك الدرجة أقل من 4 كلفن. سميت تلك الظاهرة بالتوصيل الفائق وسميت المواد «موصلات فائقة». ومعنى اختفاء المقاومة الكهربائية فيها أن التيار الكهربائي يدور فيها من دون أي فقد وبدون توقف، وتستخدم تلك المواد الفائقة التوصيل - ويلزم تبريدها المستمر تحت درجة التوصيل الفائق المميزة لها - في إنتاج مجالات مغناطيسية شديدة لأغراض طبية.
تعد المغناطيسات فائقة التوصيل من أقوى المغنطيسات الكهربية المعروفة، وهى تستخدم في أجهزة التصوير بالرنين المغناطيسي الطبية، وفي القياس بواسطة مطياف الكتلة، ومغناطيسات توجيه حزم الجسيمات المشحونة معجلات الجسيمات، فتخفض كثيرا من تكلفة الطاقة الكهربائية اللازمة لعملها.
كما يمكن استخدامها أيضا في الفصل المغناطيسى، حيث يتم استخلاص الجزيئات ضعيفة المغنطة من مخلوط جزيئات أقل مغنطة أو عديمة المغنطة كما في صناعة الدهانات، وكذلك في تستخدم الموصلات الفائقة أيضاً في صنع الدوائر الرقمية المعقدة للخفض من استهلاكها من الطاقة الكهربية.

### مقالات متعلقة
- دائرة مقاومة وملف
- رنان ملف ومكثف
- دارة RLC
- موصلية فائقة
- موصلية منقولة
- تحويلة ستار دلتا
- توازن هجين